# Extreme 40
Extreme 40 è una classe velica di catamarani sportivi creata da TornadoSport e progettata da Yves Loday. Le barche sono lunghe 12 m (40 piedi, da cui il nome) e sono costruite in fibra di carbonio. Raggiungono una velocità di punta di circa 40 nodi e possono navigare ad una velocità media di 35 nodi con 20-25 nodi di vento. Il primo Extreme 40 è stato varato nel 2005. Sono stati utilizzati per competere nelle Extreme Sailing Series, precedentemente conosciute come iShares Cup, fino al 2015. Gli Extreme 40 sono essenzialmente una versione in scala doppia del catamarano olimpico Tornado utilizzato alle Olimpiadi dal 1976 al 2008.
Gli Extreme 40 sono lunghi 12 metri, hanno una larghezza di 7.0 metri, dislocano 1,250 kg, l'albero è alto 19 metri ed hanno una velocità massima di 40 nodi (74 km/h). La superficie della randa è di 75 m² e quella del fiocco di 25 m². Il gennaker utilizzato nelle andature portanti ha una superficie di 110 m².